# Вељко Булајић
Вељко Булајић (Вилуси, 22. март 1928 — Загреб, 2. април 2024) био је југословенски редитељ, сценариста и глумац из Црне Горе, који је највећи део свог радног века провео у Загребу.

## Биографија
Вељко Булајић рођен је 22. марта у селу Вилуси, код Никшића, 1928. године од оца Миљка и мајке Љубице. Имао је и два брата Ђорђа и Стевана. Живели су у Сарајеву до избијања Другог светског рата, а потом су се вратили у родне Вилусе и већ 13. јула 1941. године придружили Партизанима.
Најстарији брат Ђорђе је погинуо у рату, а Стеван и Вељко су преживели, иако су и они били рањени.
Булајић је гимназију завршио у Сарајеву. После рата нашао је место у Дому ЈНА у Загребу, где се дружио са млађим послератним интелектуалцима. Затим се заинтересовао за кинематографију и уписао филмску режију у Центро Спериментале у Риму. Дипломирао је 1959. године, асистирао великим редитељима попут Федерика Фелинија и Виторија де Сике и вратио се у Југославију.
Редитељску каријеру започео је са два кратка филма: Камен и море и Брод луталица (1953). Први играни филм Влак без возног реда (о послератним миграцијама становништва) снимио је 1959. године. Рад је награђен са две Златне арене и наградама Славица и Јелен у Пули, као и наградом Града Загреба.
После тога је режирао филм Рат (1960), визија ратне катастрофе, награђен Златном и Сребрном ареном у Пули. Булајић је постигао велики успех филмом Узаврели град (1961), о животу у новом индустријском центру, који је награђен Златном ареном у Пули.
Булајић је аутор чији су филмови постигли највећи успех код домаћих и страних гледалаца. Козара, Влак без возног реда, Сарајевски атентат заједно са Битком на Неретви налазе се на врху листе најгледанијих филмова у бившој Југославији. Ова четири филма приказана су у многим земљама, што су југословенске власти подстицале из политичких и идеолошких разлога. Међутим, његови филмови су доносили и велику зараду.
Скопље 63, дугометражни документарни филм, приказан је на свим телевизијама у свету и донео је Булајићу престижну Унескову награду Калинга за „врхунско достигнуће у области уметности и науке”.
Вељко Булајић добитник је Златног лава у Венецији, Златне нимфе у Монте Карлу, награде за режију у Сан Себастијану и Њу Делхију, златне медаље на Међународном филмском фестивалу у Москви, међународне награде критике Цидалц, Златни клас, награда за најбољи филм у Ваљадолиду, неколико награда публике као и још неколико награда. На Филмском фестивалу у Пули награђен је са неколико Златних арена за најбоље филмове и најбољу режију, а Америчка академија наука и уметности номиновала је његов филм Битка на Неретви за Оскара.
Одлуком Фестивала медитеранских земаља у Риму, Булајић је награђен Наградом за животно дело 2013. године, након што је у римској Палати филма приказан његов филм Либертас о животу и делу писца Марина Држића. Награду му је уручио Франко Неро, звезда његовог филма Битка на Неретви из 1969. године.
Преминуо је у Загребу, 2. априла 2024. године.

## Лични живот
Подржавао је Мила Ђукановића на председничким изборима.

## Филмови
| Год.  | Назив                   | Жанр              | Награда             |
| ----- | ----------------------- | ----------------- | ------------------- |
| 1959. | Влак без возног реда    | драма             | Златна арена        |
| 1960. | Рат                     | драма             |                     |
| 1961. | Узаврели град           | драма             |                     |
| 1962. | Козара                  | ратни-партизански |                     |
| 1966. | Поглед у зјеницу сунца  | драма             |                     |
| 1969. | Донатор                 | драма             |                     |
| 1969. | Битка на Неретви        | ратни-партизански | номинација за Оскар |
| 1975. | Сарајевски атентат      | историјска драма  | номинација за Оскар |
| 1979. | Човјек кога треба убити |                   | номинација за Оскар |
| 1981. | Високи напон            |                   | номинација за Оскар |
| 1983. | Велики транспорт        | ратни-партизански |                     |
| 1986. | Обећана земља           | драма             |                     |
| 2006. | Либертас                | драма             |                     |